# Большая Бабка
Большая Бабка (укр. Велика Бабка) — река на территории Украины, в пределах Харьковского, Волчанского и Чугуевского районов Харьковской области. Правый приток Северского Донца (бассейн Дона).

## Описание
Длина реки 42 км. Площадь водосборного бассейна 376 км². Уклон реки 1,4 м/км. Долина корытоподобное. Русло зарегулированное, преобразованное в магистральный канал-водоприемник осушительной системы.
Высота устья ниже 86,4 м.

## Расположение
Истоки расположены на север от посёлка Перемога.
Течёт на юг/юго-восток. Перед самым устьем резко поворачивает на запад. Наибольший приток: Непокрытая (река) (правый).

## История
В начале марта 1942 года РККА начала наступление от Старого Салтова и образовала Салтовский плацдарм на правом берегу С. Донца.
294-я Саксонская пехотная дивизия вермахта и 3-я танковая дивизия вермахта (полковник Шарль де Болье, генерал танковых войск Герман Брайт) отошли на заранее подготовленный рубеж обороны по реке Большая Бабка, на высоком правом (западном) её берегу
с опорными пунктами в сёлах (сверху вниз по течению):
- Перемога (село, Харьковский район),
- Непокрытое (Волчанский район) (где находился штаб 294-й дивизии и где был самый сильный опорный пункт),
- Октябрьский (Волчанский район),
- Фёдоровка (Волчанский район),
- Песчаное (Чугуевский район),
- Большая Бабка (Чугуевский район).

Высокий правый берег реки с сильно пересечённым рельефом местности и снежный покров позволили фашистам создать сильную систему противотанковой обороны, усиленную дзотами.
Данный рубеж стал ареной сильных боёв в марте 1942 и ареной кровопролитных боёв в мае 1942 года.